# Федун Богдан Миколайович
Богда́н Микола́йович Феду́н — начальник управління патрульної служби Одеси. Майор Збройних сил України, колишній оперуповноважений УБОЗ, вояк загону спецпризначення «Сокіл».

## Життєпис
2 травня 2014-го затримував в Одесі, разом з іншими вояками «Сокола», проросійських активістів, що сховалися в торговому центрі «Афіна».
Учасник російсько-української війни 2014—2015 в складі підрозділу «Сокіл», неодноразово виконував спецзавдання. З серпня 2015 року — начальник управління патрульної служби Одеси.
Одружений, родина виховує доньку.